# Uiterwaard

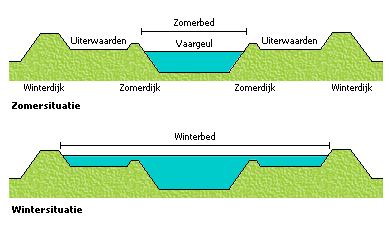
Doorsnede van een rivierbedding met uiterwaarden

Uiterwaarden (ook: uiterwaarde) zijn gronden die gelegen zijn tussen een winterdijk en de bedding van een beek of rivier. De primaire functie van de uiterwaard is waterhuishoudkundig. Het is de ruimte die de rivier nodig heeft om tijdelijke piekafvoeren aan te kunnen. In perioden van grote waterafvoer lopen de uiterwaarden tot aan de winterdijken onder water. Gebieden in de winterbedding die een deel van het jaar onder water staan worden broeken genoemd. In Vlaanderen worden uiterwaarden beemden of meersen genoemd.

## Gebruik
Uiterwaarden zijn buitendijkse gronden. Ze ontstonden na bedijking van de rivieren in de middeleeuwen. Geulen binnen de uiterwaarden heten strang of hank. Door de uiterwaarden aan de rivierzijde van een (lage) zomerdijk te voorzien wordt de frequentie van overstromen beperkt. Dit is vooral belangrijk ten behoeve van het gebruik als weide voor vee. Incidentele bevloeiing in de wintermaanden werd vroeger door de boeren verwelkomd omdat sedimentering de vruchtbaarheid van de grond bevorderde. Soms zijn in uiterwaarden op pollen of terpen boerenbedrijven gebouwd. Ook steenfabrieken zijn er gevestigd, ze winnen er de benodigde klei (kleiwinning).

## Natuur
De Nederlandse keramische industrie verwerkt klei die lokaal en in ruime hoeveelheden beschikbaar is. Respect voor flora, fauna en de mens staan aan de basis van de productie. Klei uit de uiterwaarden is een hernieuwbare grondstof is. De winning van deze rivierklei is niet alleen nuttig maar ook noodzakelijk bij het beperken van de gevolgen van klimaatverandering. Kleiwingebieden en marginale landbouwgronden worden steeds vaker aangewezen als natuurontwikkelingsgebied zodat op sommige plaatsen zich weer de van nature de rivier begeleidende ooibossen kunnen ontwikkelen. Grote delen van de uiterwaarden van de rivieren in Nederland zijn aangewezen als Natura 2000 gebied. Hoe breder een uiterwaard, hoe groter de waterbergingscapaciteit en hoe hoger de natuurwaarde kan zijn.

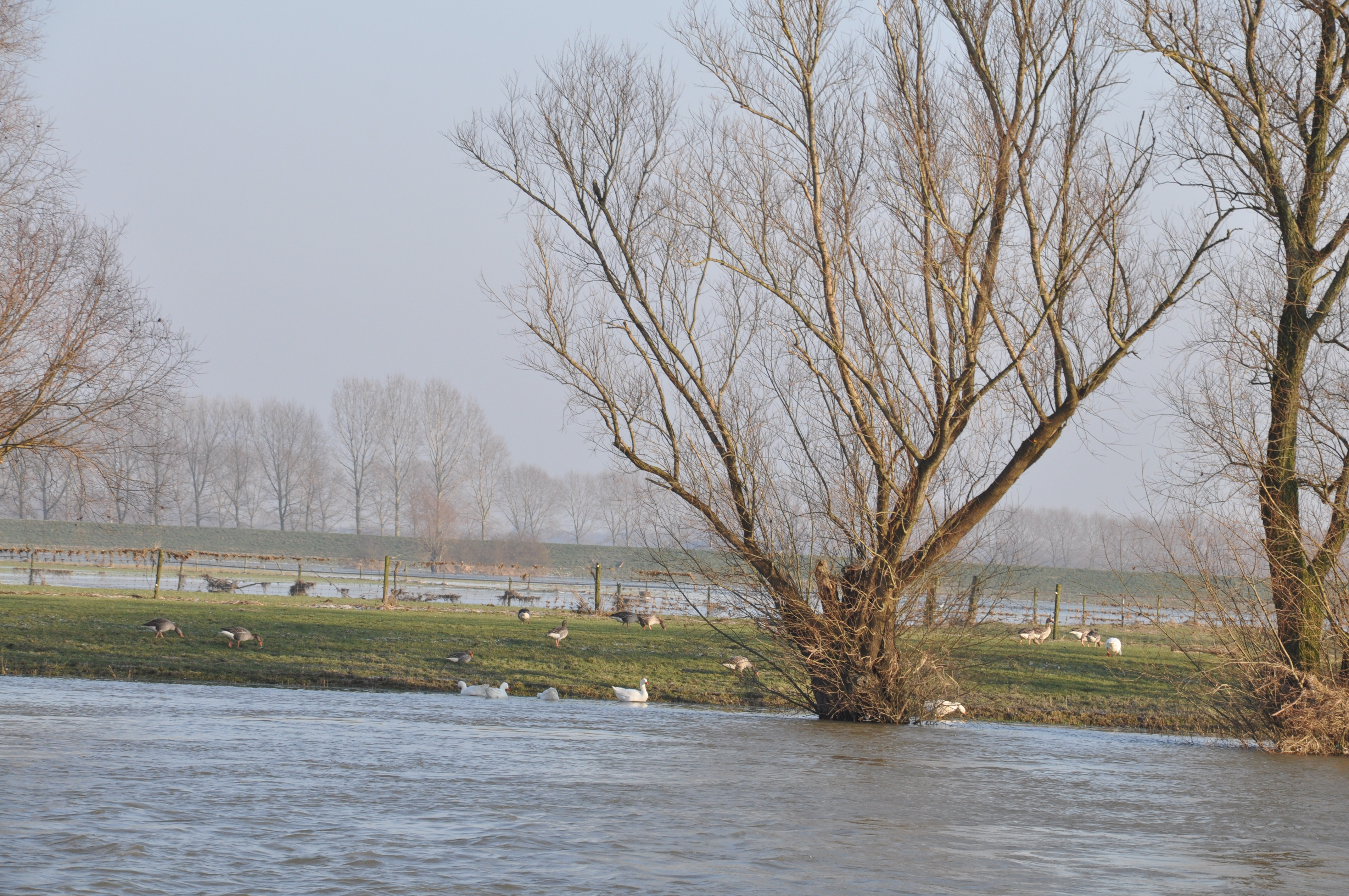
Hoogwater bij Bronkhorst
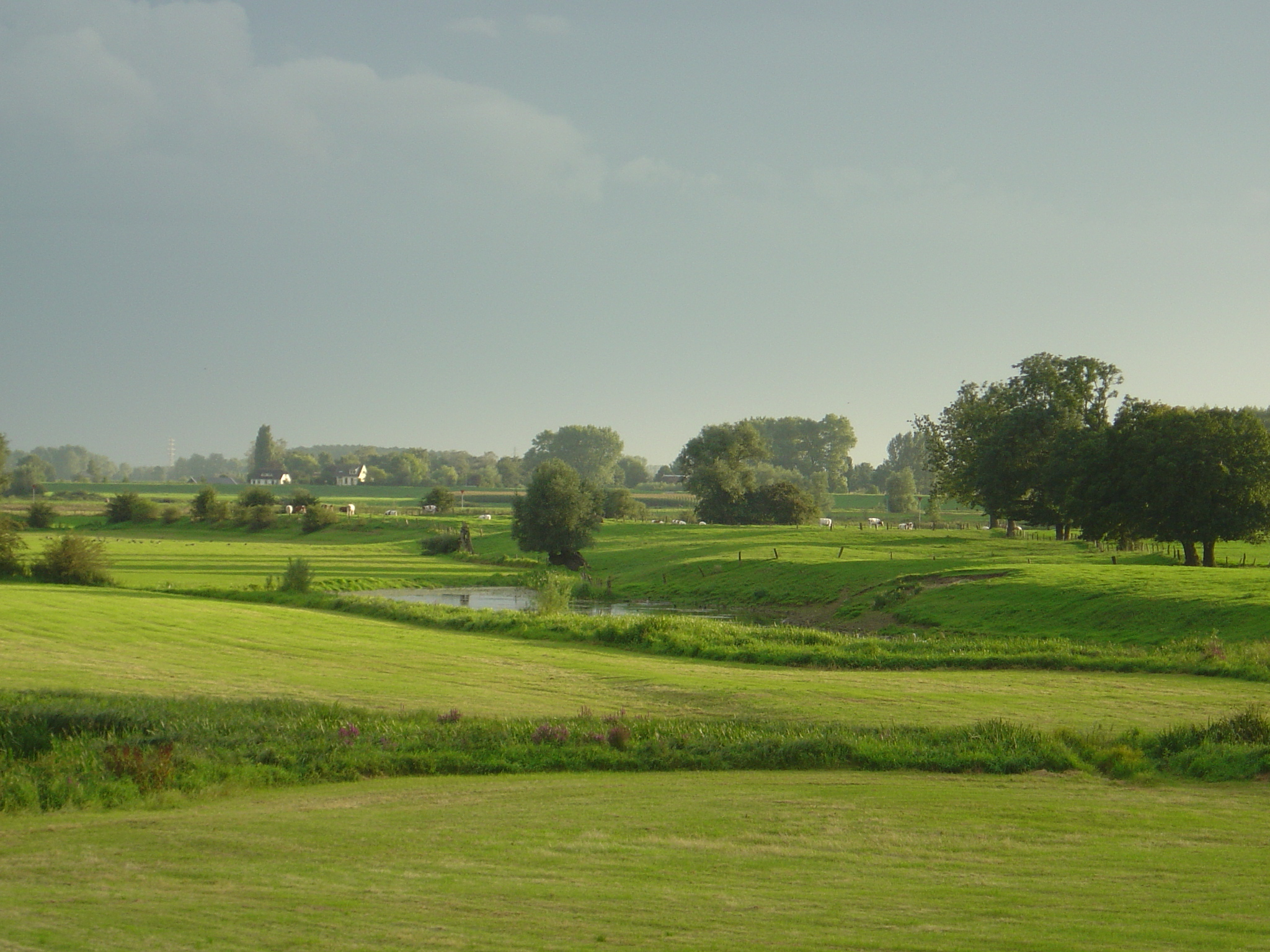
Reliëf in uiterwaard nabij Olst
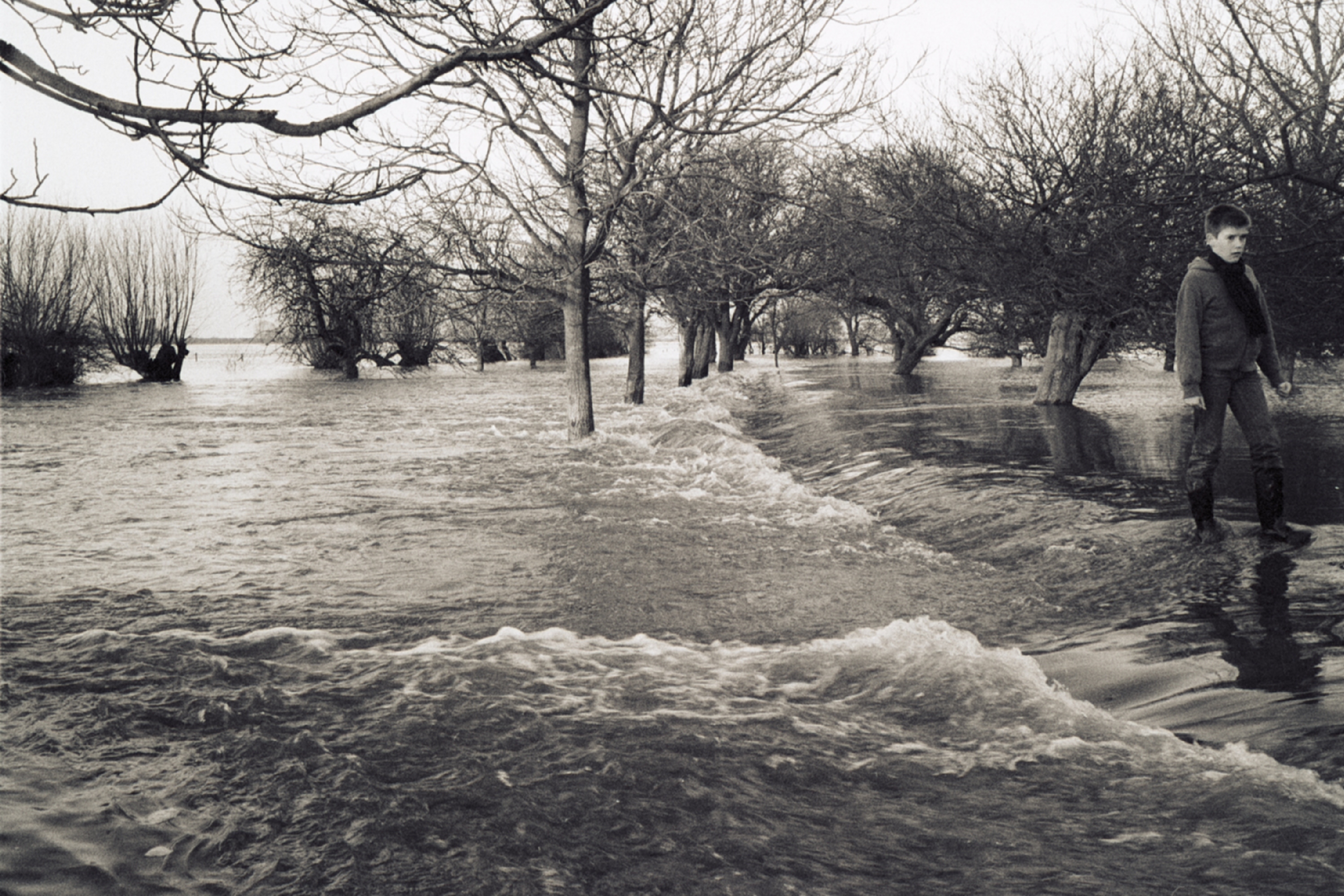
Overstromende uiterwaard 1979
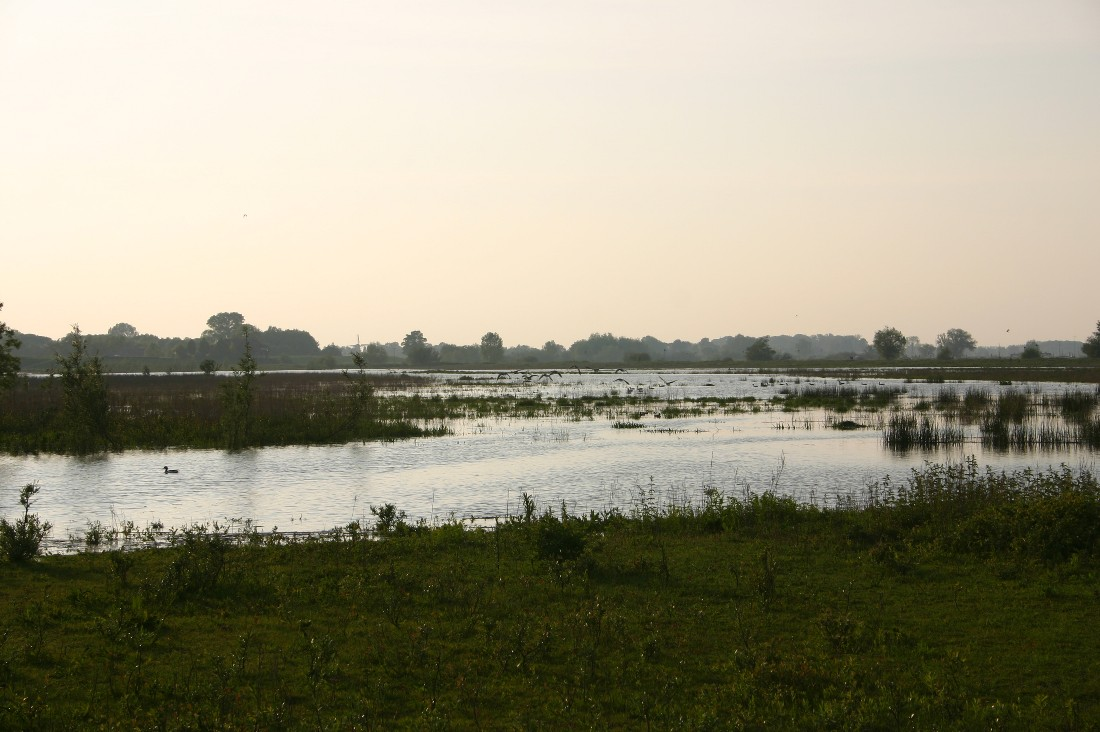
Natte uiterwaard bij Deventer
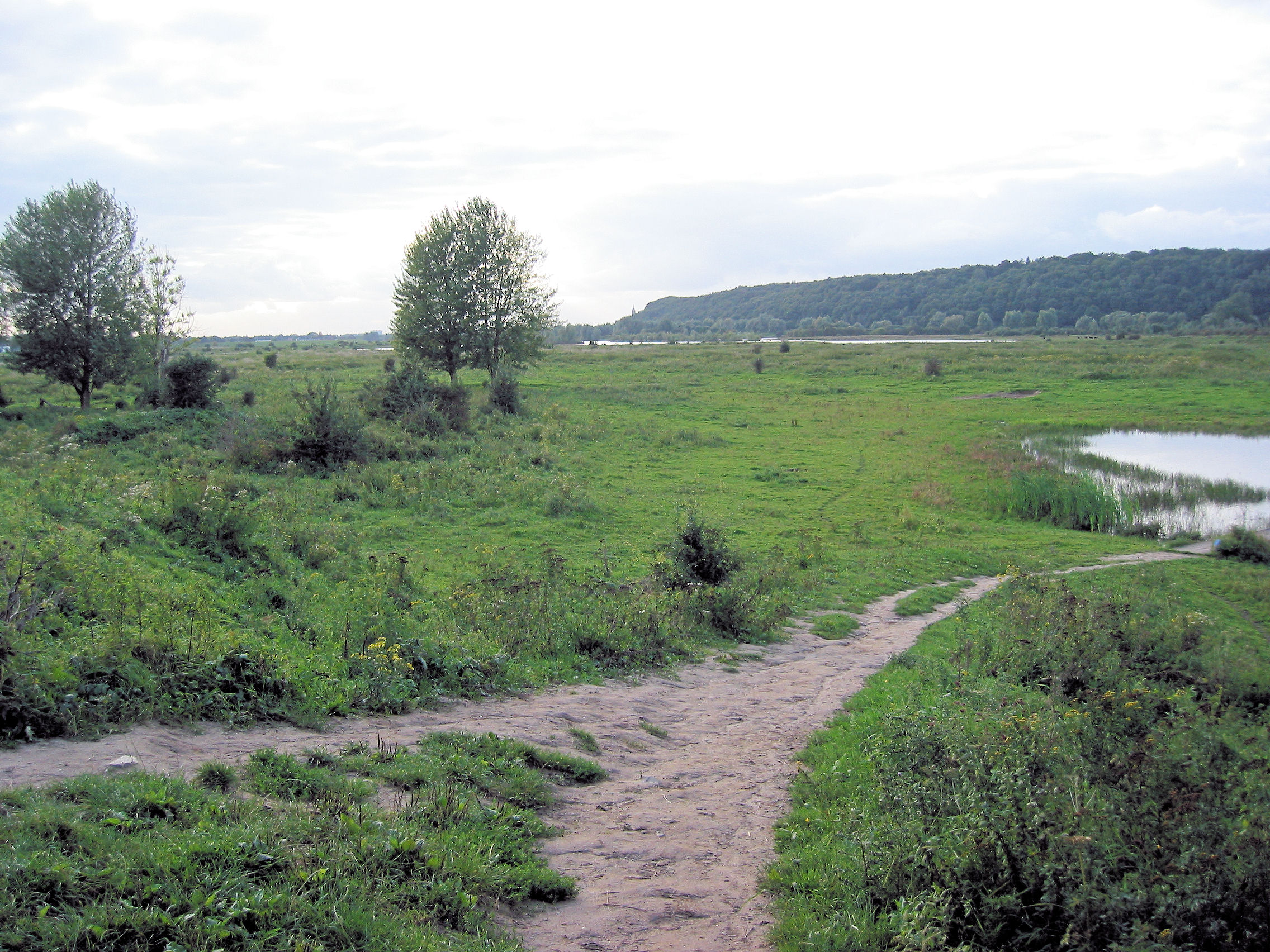
Uiterwaard Blauwe Kamer
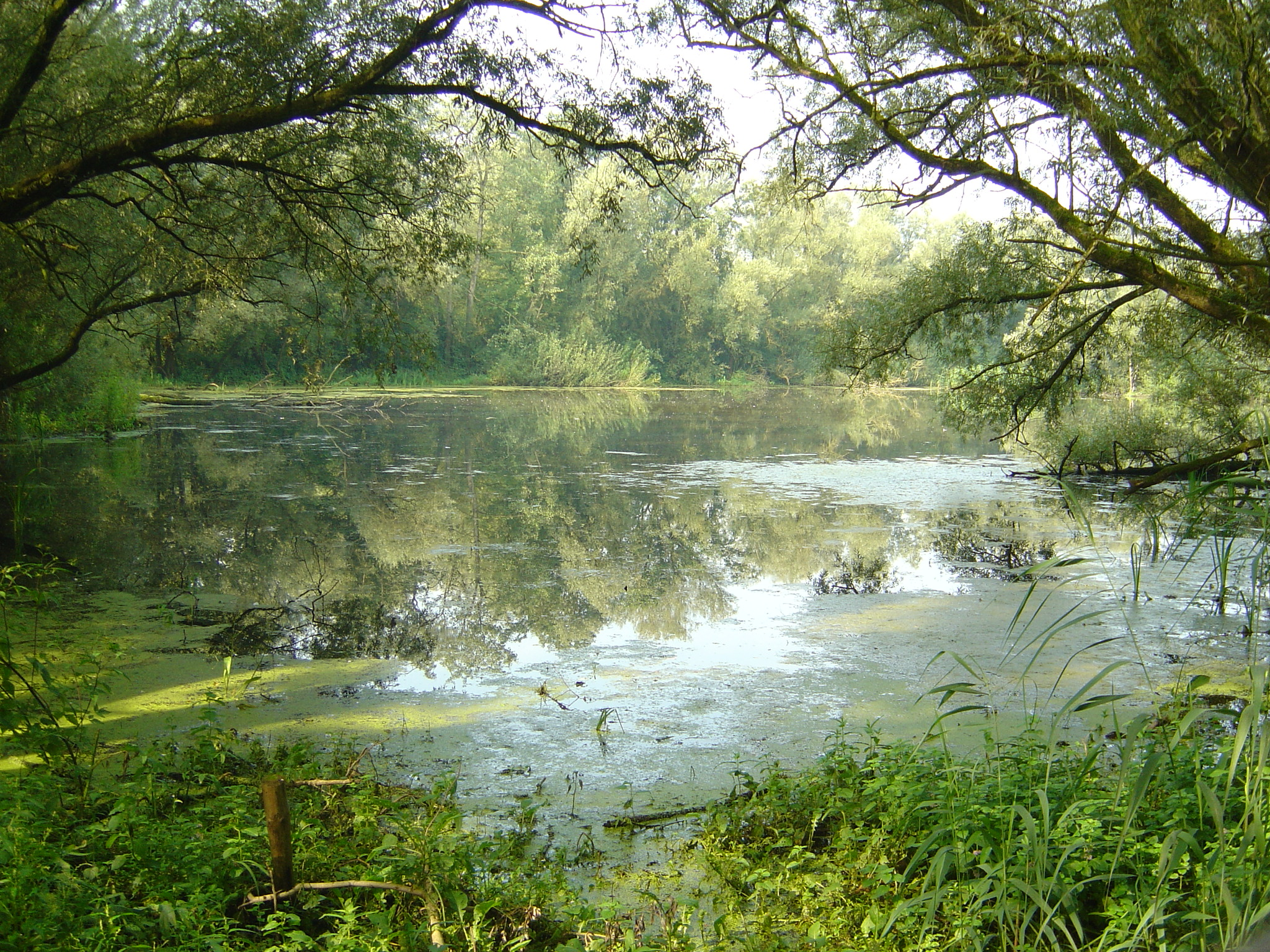
Ooibos Duursche Waarden